# Ampedus cinnaberinus
Ampedus cinnaberinus é uma espécie de insetos coleópteros polífagos pertencente à família Elateridae.
A autoridade científica da espécie é Eschscholtz, tendo sido descrita no ano de 1829.
Trata-se de uma espécie presente no território português.